# Alichtensia argentina
Alichtensia argentina är en insektsart som först beskrevs av Leonardi 1911.  Alichtensia argentina ingår i släktet Alichtensia och familjen skålsköldlöss. Inga underarter finns listade i Catalogue of Life.